# Republika Środkowoafrykańska na Letnich Igrzyskach Olimpijskich 1996
Republikę Środkowoafrykańską na Letnich Igrzyskach Olimpijskich 1996 reprezentowało 5 zawodników : 3 mężczyzn i 2 kobiety. Był to 5. start reprezentacji Republiki Środkowoafrykańskiej na letnich igrzyskach olimpijskich.

## Skład kadry

### Lekkoatletyka
Mężczyźni
- Martial Biguet - bieg na 400 m - odpadł w eliminacjach,
- Ernest Ndissipou - maraton - 97. miejsce,
- Mickaël Conjungo - rzut dyskiem - 34. miejsce

Kobiety
- Denise Ouabangui - bieg na 400 m - odpadła w eliminacjach
- Virginie Gloum - maraton - startowała poza konkursem